# ЗІС-101
ЗІС-101 — радянський семимісний представницький автомобіль з кузовом «лімузин», що випускався на заводі ім. Сталіна (Москва) в 1936—1941 роках. За весь час виробництва було випущено 8752 автомобілі, з них близько 600 — модернізованої моделі ЗІС-101А. Перший у світі (і один з небагатьох) лімузин свого класу, виготовлений у більш ніж середній кількості.

## Технічні характеристики

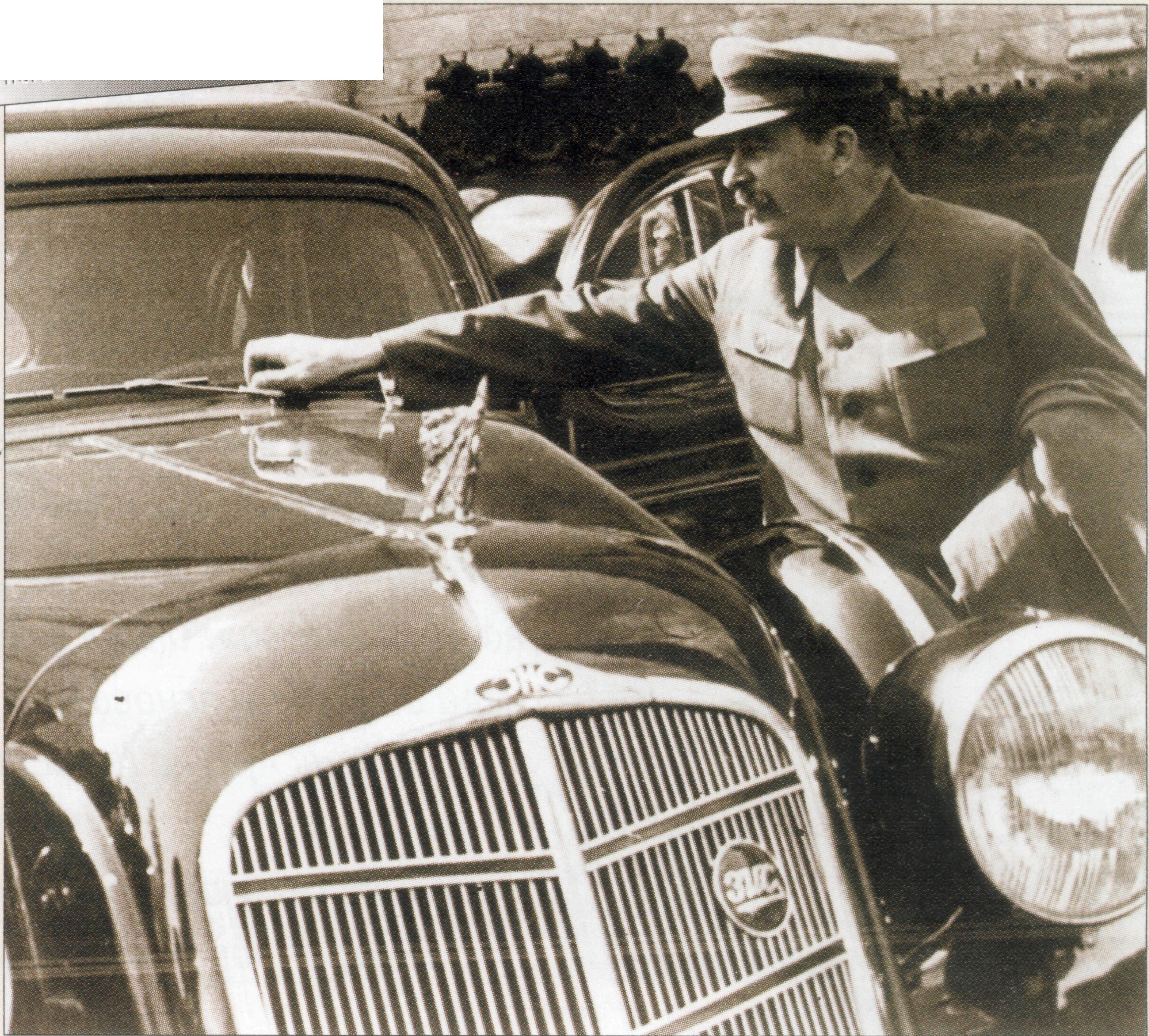
Йосип Сталін біля автомобіля ЗІС-101 в 1939 році

| Технічні характеристики       | Технічні характеристики                         |
| ----------------------------- | ----------------------------------------------- |
| Двигун                        | Бензиновий                                      |
| Тип двигуна                   | карбюраторний, чотиритактний, восьмициліндровий |
| Марка двигуна                 | ЗІС-101                                         |
| Циліндри / Клапани            | Р8 / 16 OHV                                     |
| Об'єм                         | 5750 см3                                        |
| Хід поршня / Діаметр циліндра | 127 / 85 мм                                     |
| Ступінь стиску                | 5,5                                             |
| Система живлення              | карбюратор                                      |
| Охолодження                   | рідинне                                         |
| Потужність                    | 110 к.с. (80,4 кВт) при 3200 об/хв              |
| Крутний момент                | 345 Нм при 1200 об/хв                           |
| Трансмісія                    | 3-ст. МКПП                                      |
| Макс. швидкість               | 115 км/год                                      |

## Модернізація
У 1940 році автомобіль був модернізований на підставі висновків, зроблених комісією на чолі з академіком Є. А. Чудаковом. Модернізований автомобіль отримав позначення ЗІС-101А. Головною відмінністю був кузов з сучаснішим оформленням і суцільнометалевою конструкцією. Інші відмінності включали форсований до 116 к.с. двигун з алюмінієвими поршнями і новим карбюратором. Зовні машина відрізнялася в першу чергу іншою маскою радіатора, з напівкруглим перетином. Максимальна швидкість автомобіля склала 125 км/год.

## Огляд модифікацій
- ЗІС-102 - модифікація з кузовом «фаетон», розроблена наприкінці 1937 року.  Передні і задні двері відчинялися по ходу машини (на ЗІС-101 задні двері відчинялися проти ходу). ЗІС-102 фарбувався тільки в сіро-сріблястий колір, салон оздоблювали темно-синьою шкірою. Крім того, малими серіями випускалися модифікації для таксі і служби «швидкої допомоги».

Таксі ЗІС-101 не були рідкістю у великих містах СРСР, і, як правило, використовувалися на фіксованих маршрутах або міжміських лініях. 
- ЗІС-101Е («Екстра») - броньований автомобіль (товщина скла 70 мм, випущено 2 примірники).
- ЗІС-101Л з телефоном (1936 р., випущений 1 примірник).
- ЗІС-101А-Спорт - спортивний автомобіль створений на базі ЗІС-101А.

Існували також варіанти з шестициліндровими двигунами Packard і Studebaker (після війни двигун вантажного Studebaker US6 а також двигуни ГАЗ-51, ЗІС-110 і ЗІС-120 за рекомендацією ЗІС ставили ремонтні заводи). 